# Portada/article maig 29

## Relacions entre la Corona d'Aragó i l'Imperi Romà d'Orient
Les relacions entre la Corona d'Aragó i l'Imperi Romà d'Orient foren les relacions internacionals entre la Corona d'Aragó i l'Imperi Romà d'Orient des de mitjans del segle xii, quan es produí la unió dinàstica entre el comtat de Barcelona i el Regne d'Aragó, fins a la caiguda de Constantinoble en mans dels turcs otomans el 1453.
Malgrat l'oposició de potències com el Sacre Imperi Romanogermànic i tensions puntuals com els fets de la Venjança Catalana, la Corona d'Aragó i l'Imperi Romà d'Orient establiren vincles importants basats en l'amistat i en la unitat d'acció contra enemics comuns. Entre altres ocasions, els aragonesos i els romans col·laboraren per frustrar els designis de Carles I d'Anjou sobre els seus territoris, fer valdre els drets de Constança de Sicília sobre el Regne de Sicília i combatre les ràtzies dels turcs a Anatòlia, mentre que figures com Eudòxia Comnena, àvia materna del rei Jaume I el Conqueridor, encarnaven els contactes més personals. Les relacions perduraren fins al mateix dia de la caiguda de Constantinoble, amb la participació d'un escamot de catalans en la defensa de la ciutat.